# Eopenthes gracilis
Eopenthes gracilis är en skalbaggsart som beskrevs av Sharp 1908. Eopenthes gracilis ingår i släktet Eopenthes och familjen knäppare. Inga underarter finns listade i Catalogue of Life.